# The Homosexuals (CBS Reports)
The Homosexuals (en español: «Los homosexuales») es un episodio de 1967 de la serie documental de televisión CBS Reports. La transmisión de una hora presentó una discusión sobre una serie de temas relacionados con la homosexualidad y los homosexuales. Mike Wallace condujo el episodio, que se emitió el 7 de marzo de 1967. Aunque este fue el primer documental de la cadena que trató el tema de la homosexualidad, no fue el primero televisado en los Estados Unidos: aquel espacio fue The Rejected, producido y transmitido en 1961 por KQED, una estación de televisión pública en San Francisco.
Con tres años de preparación, The Homosexuals pasó por dos productores y múltiples revisiones. El episodio incluyó entrevistas con varios hombres homosexuales, psiquiatras, expertos legales y críticos culturales, intercaladas con imágenes de un bar gay y una picadura sexual policial. The Homosexuals obtuvo una respuesta crítica mixta. La red recibió elogios de algunos sectores y críticas de otros incluso por transmitir el programa.

## Producción
El programa fue propuesto inicialmente en 1964. La primera versión fue producida por William Peters, con la producción supervisada por el productor ejecutivo Fred W. Friendly. Al aceptar la asignación, Peters comenzó su investigación leyendo libros y consultando con expertos en el campo. Peters sugirió que el programa se enfocara exclusivamente en hombres homosexuales y que cubriera a lesbianas en un segundo programa, y Friendly estuvo de acuerdo. La filmación principal tuvo lugar a partir del otoño de 1964 y continuó hasta principios de 1965. Peters entrevistó a hombres en San Francisco, Filadelfia, Charlotte y Nueva York, acumulando 30 horas de metraje. Las identidades de varios de los hombres quedaron oscurecidas de alguna manera, ya sea en la sombra o, en un caso, detrás de una gran palmera en maceta. También fueron entrevistados el psiquiatra Charles W. Socarides, quien defendió firmemente la posición de que la homosexualidad es un trastorno mental, y el psiquiatra Irving Bieber, quien compartió la opinión de Socarides sobre la homosexualidad como patología. Intercalados con estos segmentos de la entrevista había imágenes, descritas como de estilo cinéma vérité, del interior de un bar gay junto con tomas de prostitutos trabajando en una esquina y un adolescente arrestado en una redada de sexo público.
Después de armar un montaje preliminar, Peters se acercó a Mike Wallace para presentar la hora. Wallace inicialmente se mostró reacio, pero después de ver el programa aceptó con entusiasmo. A pesar de su entusiasmo, el comentario de Wallace menospreciaba a los homosexuales:

El homosexual medio, si es que lo hay, es promiscuo. No está interesado ni es capaz de una relación duradera como la de un matrimonio heterosexual. Su vida sexual, su vida amorosa, consiste en una serie de encuentros fortuitos en los clubes y bares que frecuenta. E incluso en las calles de la ciudad — el pick-up, la aventura de una noche, estas son características de la relación homosexual.

En general, Friendly aprobó la primera versión, pero consideró que era necesario incluir información sobre las prácticas sexuales entre personas del mismo sexo. Sin embargo, cuando le explicaron esas prácticas, cambió de opinión. Mientras el documental aún estaba en producción, Friendly fue ascendido a la presidencia de CBS News, pero se fue poco después por un desacuerdo sobre la cobertura de la guerra de Vietnam por parte de la cadena. Fue reemplazado por Richard S. Salant, quien era conocido por su conciencia de los costos, lo que puso en duda el futuro del documental y la serie CBS Reports.
Salant intentó acabar con el documental, pero comenzaron a aparecer historias al respecto en la prensa especializada, lo que puso a CBS en una situación potencialmente embarazosa si no salía al aire. A mediados de 1965, Salant le dio a Peters el visto bueno para completar el episodio. Peters trabajó con el capítulo de Nueva York de la Mattachine Society para asegurar entrevistas con dos sujetos homosexuales adicionales, Lars Larson y Jack Nichols, quienes aceptaban plenamente su sexualidad. Nichols luego recordó su encuentro con Wallace:

Después de que terminamos y la cámara se apagó, Mike Wallace se sentó conmigo y habló durante aproximadamente media hora. Él dijo: "Sabes, respondiste todas mis preguntas hábilmente, pero tengo la sensación de que realmente no crees que la homosexualidad sea tan aceptable como lo haces parecer". Le pregunté por qué diría eso. "Porque", dijo, "en tu corazón creo que sabes que está mal". Fue irritante. Le dije que pensaba que ser gay estaba bien, pero que en su corazón él pensaba que estaba mal.

Peters agregó más imágenes de psiquiatras que adoptan ese modelo junto con escenas de la convención de 1965 de las Organizaciones Homófilas de la Costa Este (en inglés: East Coast Homophile Organizations). CBS dio la aprobación final a The Homosexuals y programó su emisión para la primavera de 1966.
Salant luego sacó el episodio de la programación y asignó al productor Harry Morgan para que lo reeditara. Según Wallace, Salant encontró la pieza sensacionalista; sin embargo, Clarence Arthur Tripp, un psicólogo que había puesto a CBS en contacto con su paciente Larson, afirmó que Salant sintió que el artículo estaba a favor de la homosexualidad. Morgan desechó todo menos unos 10 minutos del corte final de Peters. CBS sintió que los hombres homosexuales que se aceptaban a sí mismos daban una impresión demasiado favorable, por lo que Morgan editó dos de las entrevistas para que los hombres parecieran más infelices. Según Wallace, ningún patrocinador compraría tiempo de publicidad durante el episodio debido a la naturaleza tabú del tema. Los espacios comerciales se llenaron con anuncios de servicio público para el Cuerpo de Paz y el Servicio de Impuestos Internos.

## Visión general
El primer sujeto de la entrevista fue un hombre gay, Lars Larson, que apareció sin disfraz y que habló positivamente sobre su sexualidad. Después de su entrevista, Wallace dio los resultados de una encuesta de CBS News que señalaba que los estadounidenses consideraban la homosexualidad más dañina para los Estados Unidos que el adulterio, el aborto o la prostitución, que dos tercios de los estadounidenses describieron su reacción a la homosexualidad como "repugnancia, incomodidad o miedo". y que uno de cada diez describió su reacción como "odio". Solo el diez por ciento creía que la homosexualidad era un delito, pero la mayoría aún creía que debería ser sancionado penalmente.
Después de la encuesta, otro hombre gay fue entrevistado desde el sofá de su psiquiatra con el rostro oscurecido por la sombra. Describió haber salido del armario con su familia y que posterior a ello lo trataban "como un animal herido que iban a enviar al veterinario". Después de este hombre estaba otro sujeto no ocultado, Jack Nichols (que había tomado el seudónimo de "Warren Adkins" para el programa), cofundador de la sucursal de Washington D. C. de la Mattachine Society. Contrastó los comentarios del sujeto anterior, diciendo que había salido del armario con su familia a los 14 años y, lejos de ser tratado como un animal enfermo, lo trataron con calidez y comprensión.
Después de los comentarios de Socarides defendiendo el modelo de enfermedad de la homosexualidad, Wallace discutió los aspectos legales de la homosexualidad y señaló que Inglaterra se estaba preparando para despenalizar los actos homosexuales. El juez federal James Braxton Craven Jr. de Carolina del Norte abogó por una revaluación de la ley de los Estados Unidos y comentó: "¿No es hora de volver a redactar un estatuto penal promulgado por primera vez en 1533?" Después de las imágenes de Nichols y el cofundador de Mattachine D.C., Frank Kameny, haciendo piquetes en el Independence Hall y el Departamento de Estado, Kameny, bajo su nombre real, abogó por una nueva revisión de la ley federal que prohibía que los homosexuales conocidos recibieran autorizaciones de seguridad.
A continuación, Albert Goldman (entonces profesor de inglés en la Universidad de Columbia) y el autor y dramaturgo Gore Vidal debatieron la homosexualidad, con énfasis en la presencia de los homosexuales en las artes creativas. Goldman afirmó que la homosexualidad "es solo una de varias... cosas que tienden a la subversión, a la erosión final, de nuestros valores culturales". Vidal, al afirmar que la homosexualidad es tan natural como la heterosexualidad, respondió diciendo: "Estados Unidos está viviendo un loco sueño protestante del comportamiento humano del siglo XIX... Creo que la llamada ruptura de la fibra moral de este país es una de las cosas más saludables que ha comenzado a suceder".
Wallace cerró con una entrevista con un hombre gay, con esposa y dos hijos, quien afirmó que el narcisismo de los hombres homosexuales hacía imposible que dos hombres formaran una relación amorosa a largo plazo. Cerrando la hora, Wallace concluyó:

El dilema del homosexual: dicho por la profesión médica que está enfermo; por la ley que es un criminal; rechazado por los empleadores; rechazado por la sociedad heterosexual. Incapaz de una relación satisfactoria con una mujer, o para el caso con un hombre. En el centro de su vida permanece en el anonimato. Una persona desplazada. Un forastero.

También se discutieron las actitudes religiosas hacia la homosexualidad y el escándalo de la homosexualidad de Boise, una investigación radical de un supuesto "mundo clandestino homosexual" en Boise (Idaho) en 1955.

## Reacción crítica
La respuesta crítica de la época al programa fue mixta. The New York Times, The Washington Star y Chicago Daily News elogiaron a CBS por abordar el tema. Sin embargo, George Gent, del Times, comentó sobre el sesgo anti-gay del programa y señaló que "hubiera sido mejor darle al punto de vista minoritario de que los homosexuales son tan normales como cualquier otra persona la oportunidad de hablar por sí mismos". El Chicago Tribune atacó a CBS por presentar dicho material a espectadores jóvenes e impresionables.
La atención crítica más reciente a The Homosexuals también ha sido mixta, con una tendencia negativa. En un rincón, se elogia al presentador Mike Wallace por desacreditar los estereotipos negativos sobre los hombres homosexuales. En el otro, el comentario de Wallace es condenado como "una serie de generalizaciones groseras y estereotipos negativos [que] suena como si hubiera sido escrito por el reverendo Jerry Falwell". Al señalar que aproximadamente el 20% de los televidentes en los Estados Unidos vieron el programa, el activista LGBT Wayne Besen califica la transmisión como "la hora más destructiva de propaganda antigay en la historia de nuestra nación". Él dice que el episodio "no solo tuvo un efecto devastador en la opinión pública, sino que también fue una bomba nuclear lanzada sobre la psique de los estadounidenses homosexuales y lesbianas, quienes, antes de este programa, nunca habían sido representados como grupo en la televisión nacional".

## Respuesta de los participantes y consecuencias personales
Lars Larson, el primer sujeto de la entrevista, se enfureció después de ver el programa terminado. Le habían hecho creer que el episodio presentaría una imagen mucho más positiva de la vida gay estadounidense. Larson, cuya entrevista había sido alterada para hacerlo parecer menos feliz, presentó una denuncia formal por fraude y retiró su liberación. "Tenían algunos anti-homosexuales enojados y desagradables que fueron tratados como profesionales", dijo. "No tuve ningún problema con Harry Morgan o Mike Wallace porque fueron minuciosos. Pero, obviamente, otros en el proceso de toma de decisiones estaban realmente molestos con la homosexualidad. Lo vieron como una amenaza para la raza humana y estaban dispuestos a matar lo mejor que podían". Jack Nichols fue despedido de su trabajo como gerente de ventas de un hotel al día siguiente de la emisión del programa.
Por su parte, el presentador Mike Wallace llegó a lamentar su participación en el episodio. "Debería haberlo sabido mejor", dijo en 1992. Hablando en 1996, Wallace declaró: "Eso es, que Dios nos ayude, lo que entendíamos sobre el estilo de vida homosexual hace apenas veinticinco años porque nadie estaba fuera del armario y porque eso es lo que escuchamos de los médicos, eso es lo que nos dijo Socarides, fue una vergüenza". Sin embargo, en el momento de la transmisión, Wallace era amigo cercano del destacado diseñador James Amster (creador del emblemático patio Amster Yard en la ciudad de Nueva York) y el compañero masculino a largo plazo de Amster, hombres a quienes Wallace describió más tarde como "una maravillosa pareja casada" y "[ambas] personas que [él] admiraba". A pesar de este conocimiento personal, Wallace se basó en la categorización de la homosexualidad como una enfermedad mental de la Asociación Estadounidense de Psiquiatría en lugar de su propia experiencia al crear el episodio. Recientemente, en 1995, Wallace le dijo a un entrevistador que creía que los homosexuales podían cambiar su orientación si realmente lo deseaban.